# Сюй Янь
Сюй Янь (кит. упр. 许岩, пиньинь Xǔ Yán, род. 4 ноября 1981) — китайская дзюдоистка, призёр Олимпийских игр.

## Биография
Сюй Янь родилась в 1981 году в Пекине. С 13 лет она начала заниматься дзюдо в Спортшколе района Сичэн, и уже в 1997 году вошла в состав национальной сборной. В 2002 году она в составе китайской команды завоевала бронзовую медаль Командного чемпионата мира по дзюдо и выиграла чемпионат КНР в весе до 57 кг. В 2006 году она завоевала золотую медаль в весе до 57 кг на Азиатских играх, а в 2008 году выиграла бронзовую медаль в весе до 57 кг на Олимпийских играх в Пекине.